# Moritala hasta
Moritala hasta är en insektsart som beskrevs av Kenneth Hedley Lewis Key 1976. Moritala hasta ingår i släktet Moritala och familjen Morabidae. Inga underarter finns listade i Catalogue of Life.